# Martin Fabiani
Martin Fabiani (1899-1989) est un marchand d'art et un éleveur de chevaux français. 

## Biographie
D'origine corse, fils d'un père huissier, et descendant semble-t-il du comte Simon Fabiani, Martin Fabiani, connaît, selon ses dires, une jeunesse aventureuse, moitié élève-officier au fort de Vincennes et étudiant en Sciences politiques ; résidant boulevard Saint-Germain, il connait le monde de la nuit, au cœur des Années folles. Au cours de ses « études », il se lie d'amitié avec le fils du galeriste Georges Bernheim, rencontre les peintres Claude Monet et Kiesling, et commence à faire du courtage en tableaux, entre autres pour Paul Guillaume.
Il fait ensuite ses débuts dans le milieu des courses de chevaux ; familier de Deauville au début des années 1930 et vivant avec une riche héritière, Adrienne Delebart, veuve du banquier Georges Delebart (1858-1930), il se rapproche du marchand d'art Ambroise Vollard dont il devient l'assistant. Après la mort de celui-ci en juillet 1939, il est nommé par Lucien Vollard responsable de la succession, en compagnie de Henri Marie Petiet ; le galeriste Étienne Bignou représente lui les intérêts de la compagne du marchand, Madeleine de Galéa (1874-1956),. 
Durant l'été 1940, après l'invasion allemande, Fabiani, en compagnie de Kisling, quitte Lisbonne à bord du SS Excalibur avec quatre caisses d'œuvres rachetées à Lucien Vollard pour 5 millions de francs ; le navire accoste aux Bermudes où les douanes britanniques, soupçonnant un acte de spoliation — ce qui s'avéra faux —, placent sous séquestre les dites caisses et les font entreposer à la Galerie nationale du Canada.
Après janvier 1941, Fabiani, de retour à Paris, prend une participation dans l'ancienne galerie Wildenstein au 52 rue de la Boétie administrée par Roger Louis Adolphe Dequoy (1893-1953), puis rachète en février 1942 le fonds de la galerie d'art d'André Weil, au 26 avenue Matignon ; Fabiani est qualifié d'expert auprès l'hôtel Drouot et aux douanes, au même titre que le galeriste André Schœller. La galerie édite entre autres Dessins tirés des œuvres de Buffon par Pablo Picasso (31 eaux-fortes, 1942), gravures portant le filigrane de la maison Vollard, Henri Matisse. Dessins, thèmes et variations avec une préface, « Matisse-en-France », signée Louis Aragon (portfolio de lithographies, février 1943), et Pasiphaé. Chante de Minos (Les crétois) de Henry de Montherlant, illustré de gravures originales de Matisse (1944). De cette époque date deux portraits figurant Fabiani, par Matisse (dessin, 1942) et Picasso (crayon sur papier, 1943).
Son niveau de vie durant la guerre est très élevé : achat d'un haras en 1942, grand appartement avenue des Champs-Elysées, client du casino de Monte-Carlo.
Surveillé de près depuis fin 1944 par les services de police, Fabiani est inculpé le 2 juillet 1945 par le juge Frapier, puis il part à Londres organiser une exposition et revient ; le 19 septembre, il est arrêté pour « prévention de commerce avec l'ennemi et délit de recel », à la suite d'une plainte des frères Paul et Pierre Wertheimer : selon Le Figaro, Fabiani aurait racheté des œuvres d'art confiées par ceux-ci à la garde d'un certain Jacques E[h]rlich. La défense du marchand est assurée entre autres par René Floriot. Le 9 novembre, E[h]rlich et Fabiani sont remis en liberté provisoire. Le 14 janvier 1946, Fabiani est condamné par les Comités de confiscations de profits illicites du département de la Seine à une amende pour irrégularités fiscales de 136 millions de francs ; d'autre part, 36 millions lui sont directement prélevés. Le non-lieu est rendu le 14 août suivant ; par ailleurs, Fabiani fut également « inculpé d’atteinte à la Sûreté extérieure de l’État en même temps que Gérard Raphaël (Belge), Rosner Ignacy, Rochlitz Gustave, Dequoy Roger et Dutey Jean-Paul ». La procédure instruite par le juge Frapier a fait l’objet d’une décision de classement en date du 8 novembre 1946 au sujet de l’indignité nationale. Quant à l'amende, Fabiani fait appel et parvient à la ramener à 3,658 millions pour 7,316 millions au titre des confiscations. Au 22 septembre 1952, elle n'était toujours pas payée.
Le 30 mai 1949, les caisses de la collection Vollard entreposées au Canada sont ramenées en France par Fabiani qui récupère 75 % des lots, et le galeriste Édouard Jonas, représentant Jeanne et Léontine Vollard, obtient lui, 25 %. Plus tard, Jonas accuse Fabiani d'avoir écarté des aquarelles de Paul Cézanne de l'inventaire, ce que ce dernier réfute. Il faudra attendre avril 2013 pour que l'institution canadienne reconnaisse avoir conservé en sa possession au moins une aquarelle, Groupe d'arbres, estimée alors à près de 20 millions de dollars,.
En 1976, Fabiani, qui continue à élever des chevaux, publie chez Julliard son autobiographie, Quand j'étais marchand de tableaux.

## Postérité

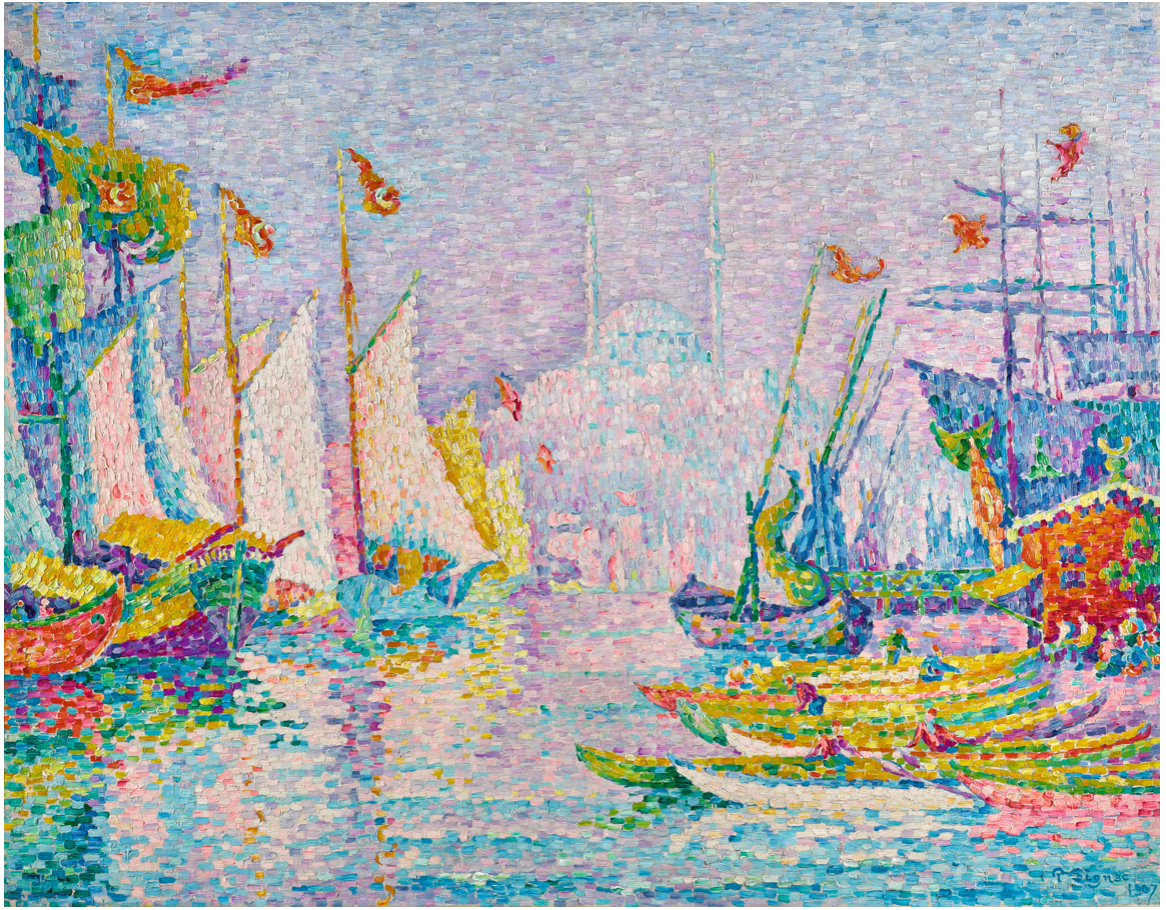
La Corne d'or (1909), toile de Paul Signac, illustre les activités de Fabiani entre 1942 et 1944 : le tableau appartenait à Gaston Lévy depuis 1927 quand il fut saisi par le Einsatzstab Reichsleiter Rosenberg en octobre 1940, entreposé au Jeu de Paume en juin 1943 et revendu par Fabiani en mars 1944. Les héritiers de Gaston Lévy le récupèrent en... 2018.

Des historiens comme Laurence Bertrand Dorléac, Hector Feliciano, Lynn H. Nicholas, Jonathan Petropoulos, Emmanuelle Polack, entre autres, ainsi que différentes commissions de recherches sur l'art spolié durant la dernière guerre mondiale en Europe, confirment que Martin Fabiani a fait partie des marchands d'art qui ont alimenté le trafic avec l'Allemagne nazie. Il est entre autres démontré que Roger Dequoy et Fabiani se connaissaient depuis 1941. Ils achetaient des tableaux en commun et Fabiani cachait des tableaux pour Dequoy. En janvier 1944, Bruno Lohse, agent de l'Einsatzstab Reichsleiter Rosenberg (EER) dirigé par Alfred Rosenberg, Dequoy et Fabiani s’entendirent pour échanger 60 œuvres d’art moderne confisquées par l’EER contre sept peintures du XVIIIe siècle destinées au musée de Linz. Fabiani est le représentant des intérêts de Dequoy auprès de Lohse et de Walter Hofer (en).